# Hydrellia sarahae
Hydrellia sarahae är en tvåvingeart som beskrevs av Deonier 1993. Hydrellia sarahae ingår i släktet Hydrellia och familjen vattenflugor.
Artens utbredningsområde är Beijing (Kina). Inga underarter finns listade i Catalogue of Life.